# واکوندا (داکوتای جنوبی)
واکوندا(به انگلیسی: Wakonda) شهری در ایالت داکوتای جنوبی کشور ایالات متحده آمریکا است که جمعیت آن در سرشماری سال ۲۰۱۰ میلادی، ۳۲۱ نفر بوده‌است.